# Gustave Charpentier
Gustave Charpentier (Dieuze, 25 de Junho de 1860 – Paris, 18 de Fevereiro de 1956) foi um compositor francês, muito conhecido pela sua ópera Louise.

## Vida
Sua família deixou sua região natal após o Tratado de Frankfurt e se estabeleceu em Tourcoing, onde teve aulas de violino e harmonia na Escola de Belas Artes. Pelos excelentes resultados obtidos e ciente do talento do seu aluno, a cidade de Tourcoing oferece-lhe uma bolsa para que prossiga os estudos no Conservatório de Paris.
Charpentier estudou com Émile Pessard e Jules Massenet no Conservatório de Paris e ganhou o Prix de Rome em 1887. Sua composição Napoli, uma sinfonia sentimental e pitoresca, e sua obra vocal e instrumental La Vie du poète, sinfonia-drama, são deliberadamente excêntricos. Em 1897, ele criou Le Couronnement de la muse, uma mostra que se passa em Montmartre. Sua carreira está ligada principalmente ao sucesso de sua obra-prima, Louise, ainda que, em 1913, uma segunda ópera tenha surgido: Julien. Este último não teve sucesso e foi retirado das salas da Opéra-Comique após apenas 20 apresentações.
Muito preocupado com as questões sociais, é o fundador do Conservatoire populaire Mimi Pinson, destinado à formação artística de jovens trabalhadores e, com Alfred Bruneau, da Federação dos Músicos filiados à CGT (1902), extensão do sindicato de Paris câmara dos músicos, fundada em 1901.
Após ter trabalhado na adaptação (orquestração e cortes) de suas obras mais famosas para o rádio, em 1938-1939, Gustave Charpentier colaborou na versão cinematográfica de sua ópera Louise, dirigida por Abel Gance.
Ele viveu cinquenta anos 66 na Boulevard Rochechouart (18º arrondissement de Paris).
Gustave Charpentier morreu em Paris em 1956, cinco anos depois de ter regido Le Couronnement de la Muse pela última vez (1 250 performers) em frente ao mercado de Saint-Pierre por ocasião dos dois mil anos de Paris e Montmartre. Gustave Charpentier compartilhando seu túmulo no cemitério de Pere Lachaise (10 ª Divisão), com Camille Willay (1877-1957).

## Principais obras

### Trabalhos orquestrados
- Impressions d'Italie, suíte sinfônica (1889)
- Munique, poema sinfônico (1910-1911)

#### Trabalhos líricos
- Dido, cena lírica (1887)
- La Vie du poète, um drama sinfônico para vozes solo, coro e orquestra (1888)
- La Chanson du chemin para soprano, tenor, voz feminina e piano (1893)
- Impressões falsas para barítono, voz masculina e orquestra (1894)
- Les Fleurs du mal para voz e piano (1895)
- Sérénade à Watteau, solistas de voz, coro e orquestra (1896)
- A Coroação da Musa, solistas de voz, coro e orquestra (1897)
- A Canção da Apoteose, vozes solo, coro e orquestra (1902)
- La Vie féerique, música para filme para voz e orquestra (após 1913)
- Poèmes chantés (1895; 1900), melodias baseadas em textos de Verlaine, Baudelaire, Blémont, Méry et al.

### Óperas
- Louise (1900)
- Julien ou a vida do poeta (1913)

### Projetos inacabados
- L'Amour au faubourg (1910-1913; mais tarde chamado de Duthoit, épico popular em três noites)
- Orfeu (não executada, ópera inacabada - dois atos)
- Eros (não mostrado, inacabado)
- Julie (não mostrada, inacabada)